# Nonville (Vosges)
Nonville település Franciaországban, Vosges megyében. Lakosainak száma 188 fő (2022. január 1.). Nonville Attigny, Belmont-lès-Darney, Bleurville, Provenchères-lès-Darney és Relanges községekkel határos.

## Népesség
A település népességének változása:
| Lakosok száma | 213  | 204  | 205  | 200  | 197  | 195  | 193  | 191  | 188  |
|               | 2013 | 2015 | 2016 | 2017 | 2018 | 2019 | 2020 | 2021 | 2022 |